# Ministerie van Financiën (Letland)
Het ministerie van Financiën (Letland) (Lets:Latvijas Republikas Finanšu ministrija) is een overheidsinstelling van Letland belast met financiën.
Het Letse ministerie van Financiën werd in 1918 opgericht. Het ministerie wordt momenteel geleid door Arvils Ašeradens.
Architect van het gebouw in Riga is Alexander Klinklāvs, die er in 1936 een ontwerpwedstrijd mee won.